# Radowo Małe (gemeente)

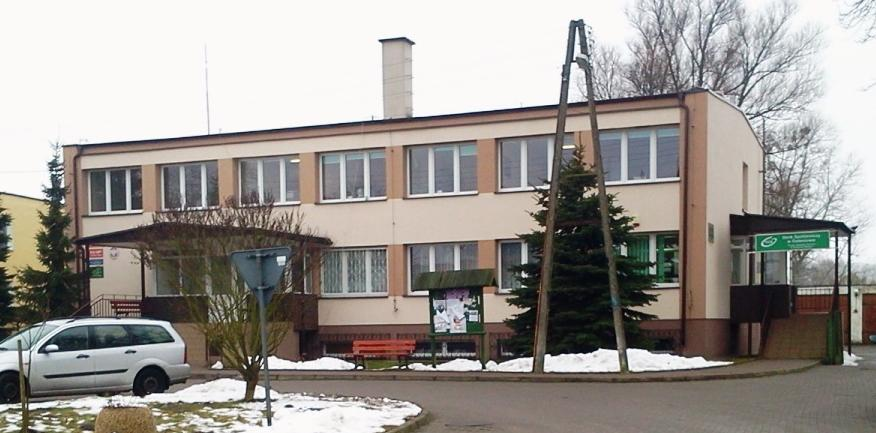
Stadskantoor

De gemeente Radowo Małe is een landgemeente en maakt deel uit van powiat Łobez. Aangrenzende gemeenten:
- Dobra, Łobez, Resko en Węgorzyno (powiat Łobez)
- Nowogard (powiat Goleniowski)

De zetel van de gemeente is in het dorp Radowo Małe.
De gemeente beslaat 16,9% van de totale oppervlakte van de powiat.

## Demografie
Stand op 30 juni 2004:
| Omschrijving                   | Totaal | Totaal | Vrouwen | Vrouwen | Mannen | Mannen |
| ------------------------------ | ------ | ------ | ------- | ------- | ------ | ------ |
| eenheid                        | aantal | %      | aantal  | %       | aantal | %      |
| inwoners                       | 3776   | 100    | 1889    | 50      | 1887   | 50     |
| bevolkingsdichtheid (inw./km²) | 20,9   | 20,9   | 10,5    | 10,5    | 10,5   | 10,5   |

De gemeente heeft 9,8% van het aantal inwoners van de powiat. In 2002 bedroeg het gemiddelde inkomen per inwoner 1421,61 zł.

## Plaatsen
- Radowo Małe (Duits Klein Raddow, dorp)

Administratieve plaatsen (sołectwo):
- Borkowo Wielkie, Czachowo, Dobrkowo, Gostomin, Karnice, Mołdawin, Orle, Pogorzelica, Radowo Wielkie, Rekowo, Rogowo, Siedlice, Sienno Dolne, Strzmiele, Troszczyno en Żelmowo.